# Amsterdam-Noord

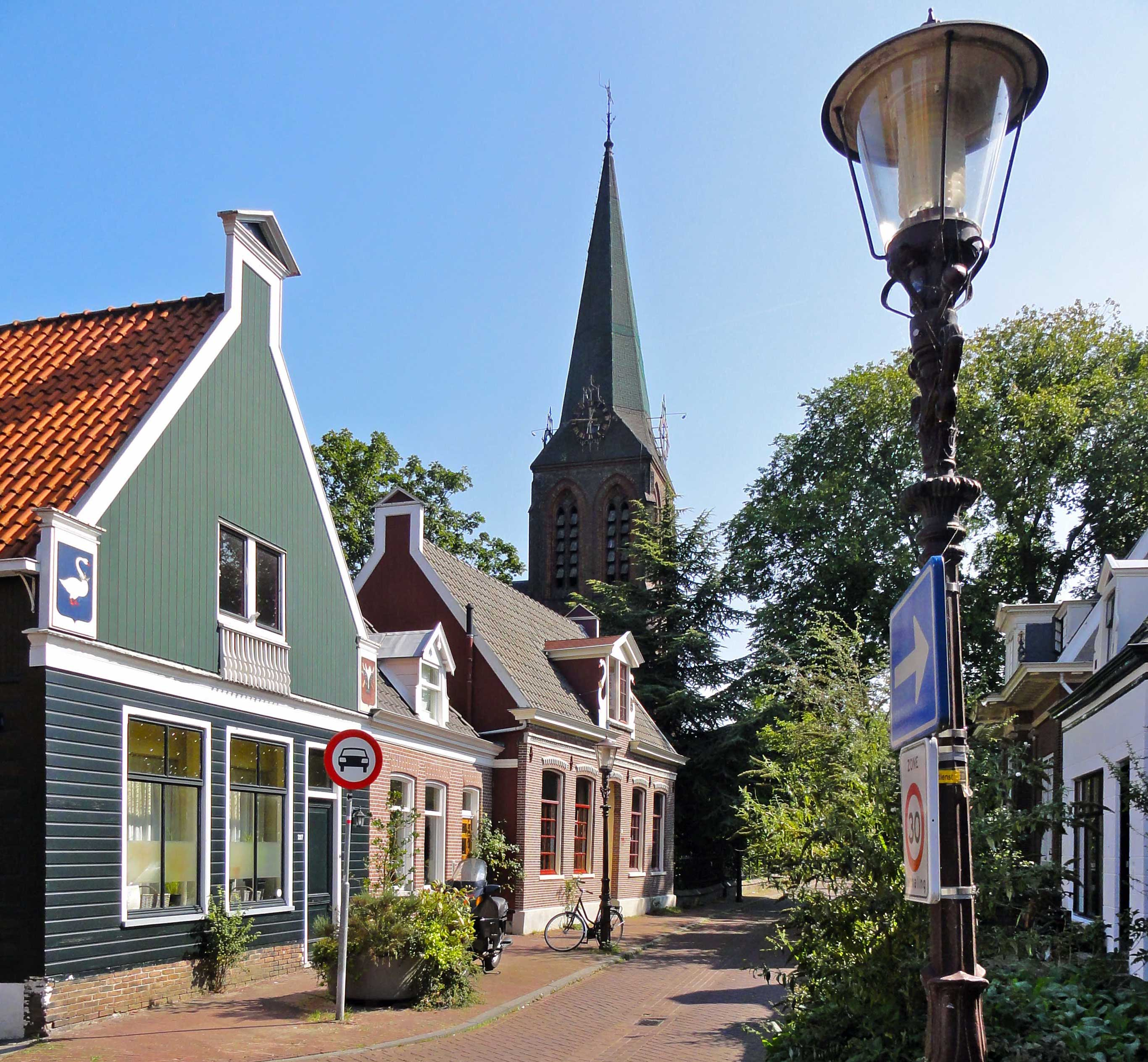
Kyrkan St Augustinus i Nieuwendam, Amsterdam-Noord.

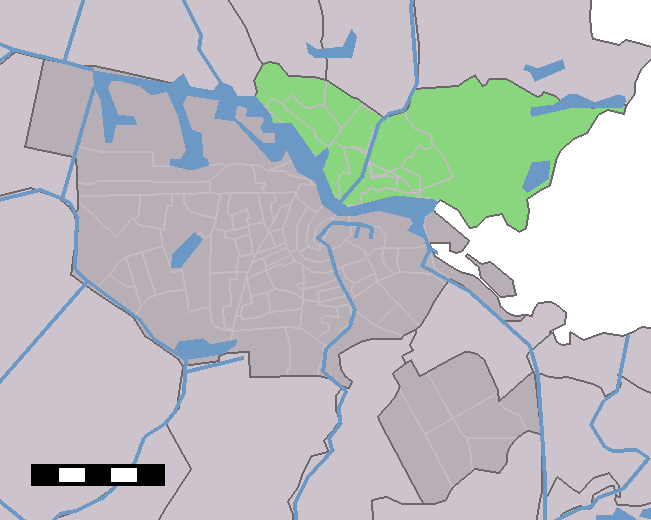
Läge i Amsterdams kommun.

Amsterdam-Noord är en stadsdel i den nederländska huvudstaden Amsterdam. Stadsdelen hade 2003 totalt 86 910 invånare och en total area på 63,76 km².